# خرخاشة أليفة الملوحة
خرخاشة أليفة الملوحة (الاسم العلمي:Rhinanthus halophilus) هي نوع من النباتات يتبع جنس الخرخاشة من الفصيلة الهالوكية.